# Валбрембо
Валбрѐмбо (на италиански: Valbrembo; на ломбардски: Albremb, Албремб) е малкло градче и община в Северна Италия, провинция Бергамо, регион Ломбардия. Разположено е на 250 m надморска височина. Населението на общината е 4331 души (към 2017 г.).